# Татарська слобідка
Татарська слобідка (крим. Tatar maallesı) або Петрова слобідка (рос. Петрова слободка) — район та історична місцевість у складі Нахімівського району міста Севастополь.
Основні вулиці: Єгерська, Пластунська, Бородінська вулиця, вулиця Будіщева, Галицький провулок.

## Історія
Тут у першій половині ХІХ століття існувала мечеть.
25 березня 1938 року постановою президії Севастопольської міської Ради Татарська слобідка перейменована на Петрову слобідку, на честь матроса-більшовика Петрова.